# Приозёрное (Черняховский район)
Приозерное (до 1946 — Штаблакен (нем. Stablacken)) — посёлок в Черняховском районе Калининградской области. 

## Население
| 1910 | 1933 | 1939 | 2002 | 2010 |
| ---- | ---- | ---- | ---- | ---- |
| 226  | ↘202 | ↘200 | ↘125 | ↘112 |

## История
Населенный пункт Штаблакен в 1946 году был переименован в поселок Приозерное..
До 2015 года входил в состав Калужского сельского поселения.